# Anthology (Bruce Dickinson)
Anthology è un cofanetto DVD di Bruce Dickinson pubblicato dalla Sanctuary nel 2006.
Il primo DVD raccoglie in versioni rimasterizzate la VHS Dive! Dive! Live! (registrata il 14 agosto 1990 a Los Angeles) e il DVD Skunkworks Live (registrato il 31 maggio a Pamplona in Spagna).
Il secondo DVD, invece, mostra la registrazione del concerto di San Paolo del 1998 durante il Chemical Wedding World Tour da cui è stato estratto anche l'album Scream for Me Brazil.
Il terzo DVD, infine, contiene tutti i videoclips di Bruce Dickinson e due bonus track: un filmato intitolato Tyranny of Soul iEPK (dove viene raccontata, brano per brano, la creazione dell'album attraverso interviste e spezzoni dei brani) e il videoclip Biceps of Steel realizzato nei primissimi anni '80 da Dickinson quando militava nei Samson.

## Tracce

### DVD 1
1. Riding With the Angels
2. Born in '58
3. Lickin' the Gun
4. Gypsy Road
5. Dive! Dive! Dive!
6. Drum solo
7. Zulu Zulu
8. The Ballad of Mutt
9. Son of a Gun
10. Hell on Wheels
11. All the Young Dudes (cover David Bowie)
12. Tattooed Millionaire
13. No Lies
14. Fog on the Tyne (folksong)
15. Winds of Change
16. Sin City (cover AC/DC)
17. Bring Your Daughter... to the Slaughter
18. Black Night (cover Deep Purple)
19. Space Race
20. Back from the Edge
21. Tattooed Millionaire
22. Inertia
23. Faith
24. Meltdown
25. I Will not Accept the Truth
26. Laughing in the Hiding Bush
27. Tears of the Dragon
28. God's not Coming Back
29. Dreamstate
30. The Prisoner (cover Iron Maiden)

Tracce 01 - 18: Dive! Dive! Live! (1990)
Tracce 19 - 30: Skunkworks Live (1996)

### DVD 2
1. King in Crimson
2. Gates of Urizen
3. Killing Floor
4. Book of Thel
5. Tears of the Dragon
6. Laughing in the Hiding Bush
7. Accident of Birth
8. The Tower
9. Darkside of Aquarius
10. The Road to Hell

### DVD 3
1. Tattooed Millionaire
2. All the Young Dudes
3. Dive! Dive! Dive!
4. Born in '58
5. Tears of the Dragon
6. Shoot All the Clowns
7. Inertia
8. Accident of Birth
9. Road to Hell
10. Man of Sorrows
11. Killing Floor
12. The Tower
13. Abduction
14. Tyranny of Souls iEPK
15. Biceps of Steel (Samson)